# Удвоение куба

Два куба, чей объём (но не размер граней) отличается вдвое

Удвоение куба — классическая античная задача на построение циркулем и линейкой ребра куба, объём которого вдвое больше объёма заданного куба.
Наряду с трисекцией угла и квадратурой круга, является одной из самых известных неразрешимых задач на построение с помощью циркуля и линейки.
Эти задачи сыграли важнейшую роль в истории математики.

## История
Согласно античной легенде, однажды на острове Делос разразилась эпидемия чумы. Жители острова обратились к дельфийскому оракулу, и тот сообщил, что необходимо удвоить жертвенник святилища, который имел форму куба. Жители Делоса соорудили второй куб и поставили его на первый, но эпидемия не прекратилась. После повторного обращения оракул разъяснил, что удвоенный жертвенник должен быть единым кубом.
С тех пор делийской задачей занимались лучшие математики античного мира, было предложено несколько решений, однако никто не смог выполнить такое построение, используя только циркуль и линейку, поэтому постепенно сложилось общее убеждение в неразрешимости такой задачи. Ещё Аристотель в IV веке до н. э. писал: «Посредством геометрии нельзя доказать, что… два куба составляют один куб».

## Попытки решения
- Гиппократ Хиосский (конец V в. до н. э.) показал, что задача сводится к нахождению двух средних пропорциональных между одним отрезком и другим, вдвое большим его. В современных обозначениях — к нахождению {\displaystyle x} и {\displaystyle y} таких, что
{\displaystyle {\frac {a}{x}}={\frac {x}{y}}={\frac {y}{2a}}}. Отсюда {\displaystyle x^{3}=2a^{3}}.
- Архит Тарентский (начало IV в. до н. э.) предложил решение, основанное на пересечении тора, конуса и кругового цилиндра.
- Платон (первая половина IV в. до н. э.) предложил механическое решение, основанное на построении трёх прямоугольных треугольников с нужным соотношением сторон.
- Менехм (середина IV в. до н. э.) нашёл два решения этой задачи, основанные на использовании конических сечений. В первом решении отыскивается точка пересечения двух парабол, а во втором — параболы и гиперболы.
- Эратосфен (III в. до н. э.) предложил ещё одно решение, в котором используется специальный механический инструмент — мезолябия, а также описал решения своих предшественников.
- Никомед (II в. до н. э.) использовал для решения этой задачи метод вставки, выполняемой с помощью специальной кривой — конхоиды.
- Группа схожих между собой решений, принадлежащих Аполлонию, Филону Византийскому и Герону, также использует метод вставки.
- В ещё одной группе схожих между собой решений, принадлежащих Диоклу, Паппу и Спору, используется та же идея, что и в решении Платона, при этом Диокл применяет для построения специальную кривую — циссоиду.

Свои решения также предложили Виет, Декарт, Грегуар де Сен-Венсан, Гюйгенс, Ньютон.

## Неразрешимость
В современных обозначениях задача сводится к решению уравнения {\displaystyle x^{3}=2a^{3}}. Решение имеет вид {\displaystyle x=a{\sqrt[{3}]{2}}}. Всё сводится к проблеме построения отрезка длиной {\displaystyle {\sqrt[{3}]{2}}}. В 1837 году Пьер Ванцель доказал, что эта задача не может быть решена с помощью циркуля и линейки.

## Решение с помощью дополнительных средств

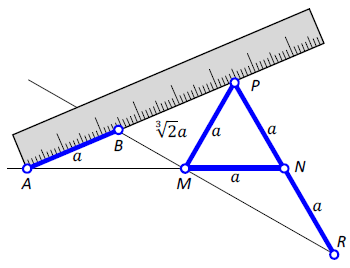
Рисунок 1.
Удвоение куба с помощью невсиса

Удвоение куба неразрешимо с помощью циркуля и линейки, однако его можно осуществить, используя некоторые дополнительные инструменты.
- Удвоение куба возможно осуществить построением с помощью плоского оригами[3].
- Удвоение куба возможно осуществить с помощью невсиса. Возьмём равносторонний треугольник MPN со стороной a, продлим сторону PN и на расстоянии a от точки N построим точку R (рис. 1). Продлим влево отрезки NM и RM. Возьмём линейку невсиса с диастемой a и, используя прямую NM в качестве направляющей, точку P в качестве полюса и прямую RM в качестве целевой линии, построим отрезок AB. Длина отрезка BP соответствует стороне куба удвоенного объёма по сравнению с кубом со стороной a.